# قائد (ألعاب رياضية)

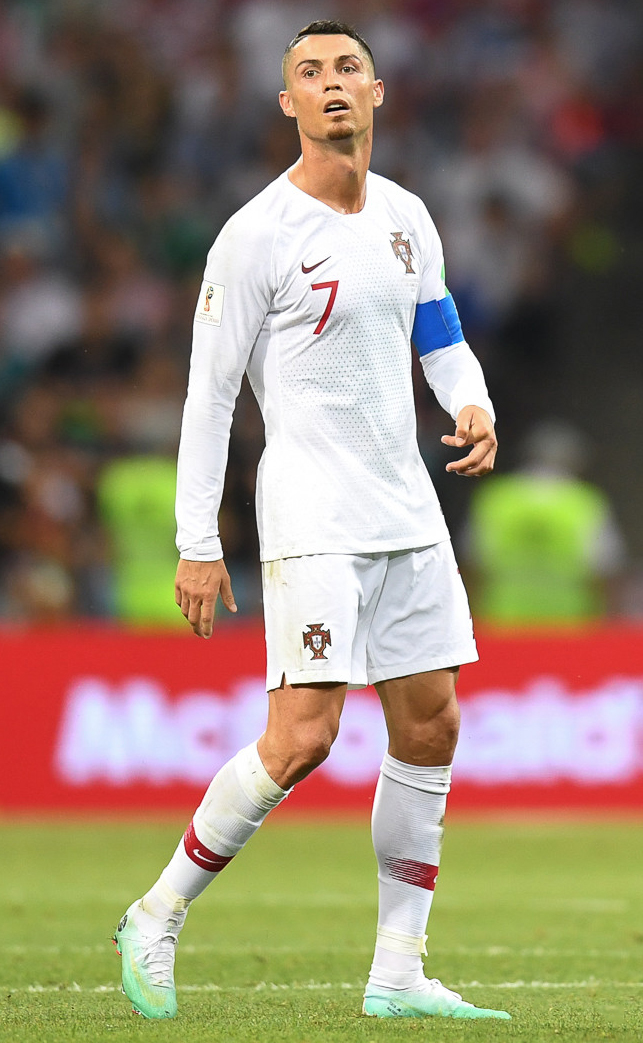
كريستيانو رونالدو قائد منتخب البرتغال

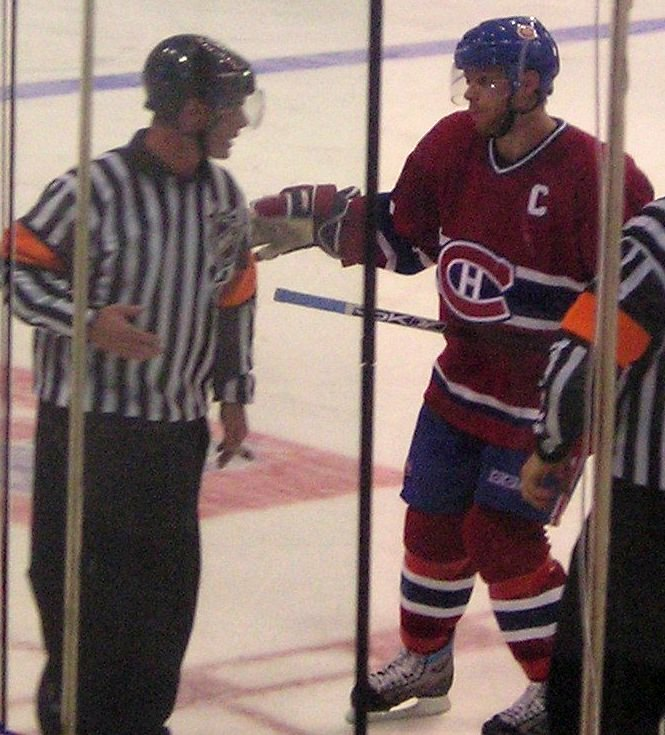
ساكو كويفو ، القائد السابق لـ مونتريال كانديان.

في الرياضة الجماعية، القائد هو لقب يعطى لعضو من الفريق. هذا اللقب في كثير من الاحيان يكون فخرا، لكن في بعض الحالات قد يتحمل القائد مسؤولية كبيرة عن الاستراتيجيات والعمل الجماعي بينما اللعبة في قيد التقدم في داخل الملعب. في حالات أخرى، هو مركز يشير إلا الشرف والاحترام من باقي زملائه في الفريق- الإعتراف به كقائد من باقي زملائه. في كرة القدم والكريكيت، القائد هو ما يعرف أيضا بالربان.
وتختلف الألعاب الرياضية في الأدوار والمسؤوليات لقائد الفريق. معتمدة على الرياضة، فقد يعهد إلى قادة الفرق بمسؤولية التفاعل مع مسؤولي الألعاب فيما يتعلق بتقديم الطلبات. في العديد من الألعاب الرياضية، يمثل القادة فريقهم عندما يقوم المسؤول عن المباراة بإلقاء العملة المعدنية في بداية المباراة.
قادة الفرق، في بعض الألعاب الرياضة، يتم إختياره من قبل المدرب الفريق، الذي قد يعتبر عوامل تتراوح بين القدرة على اللعب والقيادة وإعطاء مثل أعلى جيد لياقي الفريق. قد يختار المدربيون أيضا تغيير قادة الفريق من وقت إلى أخر، أو ان يكون لدية ألية تدوير بين قادة الفريق.
بعض أفضل القادة في التاريخ هم الذين يتمتعون بأدق الصفات المطلوبة للنجاح. من سام وولكر في كتابة فئة القادة ويقول القائد هو «أهم عامل لنجاح الفريق».

## مسؤوليات القائد

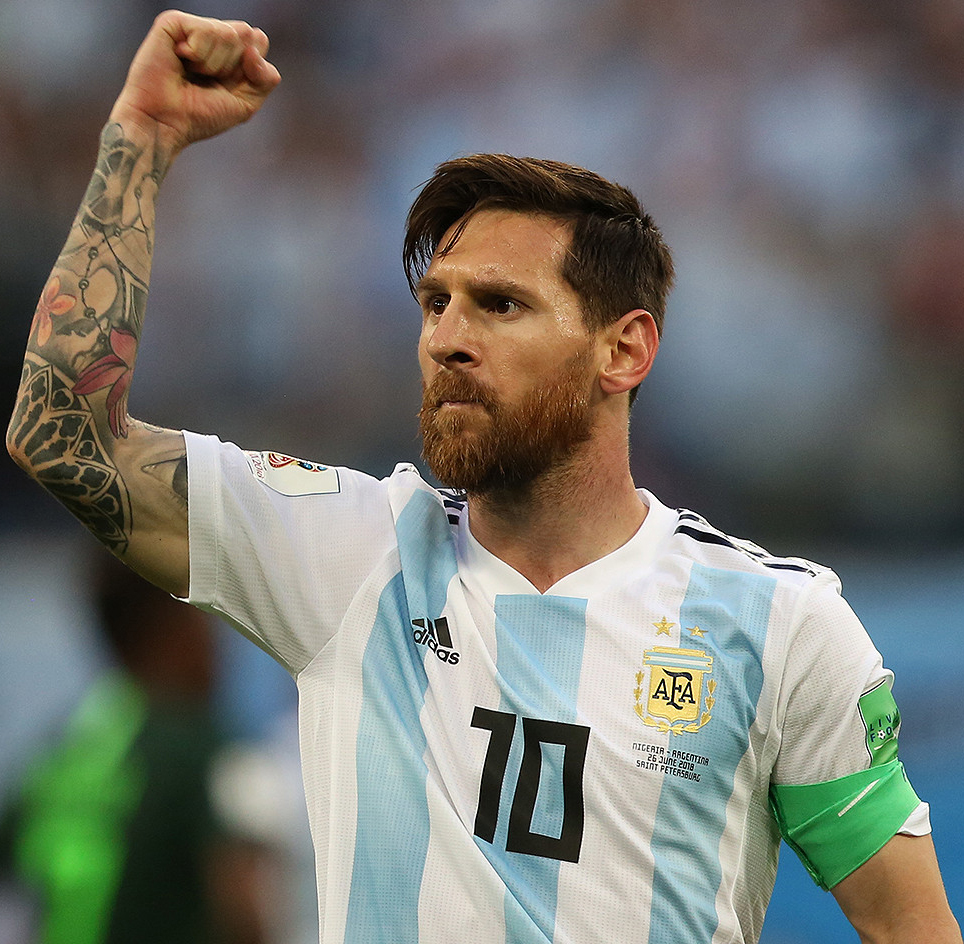
ليونيل ميسي قائد منتخب الأرجنتين وقائد سابق في فريق برشلونة

المسؤوليات التي تقع على القائد تختلف من رياضة إلى رياضة، ولكن في العموم يساعد في تحديد اللعبة. في الألعاب الرياضية مثل الكريكيت وكرة الطائرة، ويحدد القرار بأن يكون الفريقان إما على هيئة الدفاع أو الهجوم مع رمي عملة معدنية والقرار يأخذ من قبل قائدا الفريقين. وهذا القرار مهم لكلا القائدين لأنهم سيقررون بداية اللعبة وربما تقرر كيف تلعب كل هذة الأمور.
والقائد أيضا هو أول من سينظر إلية الحكم بينما يشرح نتائج اللعب أو إعطاء خطأ، أو علم. في كثير من الأحيان لن يقوم الحكم بمناقشة هذة الأمور مع لاعب أخر غير القائد أو المدرب. وأهمية هذا الأمر تكمن في أن ردة فعل القائد قد أو لا تؤثر على إجراءات الحكم. يجب على القائد ان يبقى هادئ وباردا عندما يتكلم مع الحكم لضمان ادق محددات اللعبة.